# Girl 6 (album)
A Girl 6 Prince filmzenei albuma, amely 1996. március 19-én jelent meg. Az album Spike Lee azonos című filmjének filmzenéje. A Girl 6 nagyrészt Prince korábban megjelent dalait tartalmazza, illetve hozzá köthető előadók, mint a The Family, a Vanity 6 és a The New Power Generation munkáját tartalmazza. A három szám, amely korábban nem jelent meg a "She Spoke 2 Me" (felvételek: 1991-1992), a "Don't Talk 2 Strangers" (felvételek: 1992, a Bármit megteszek filmzenéjéhez) és a "Girl 6".
A "Girl 6" megjelent kislemezként is, a Vanity 6 "Nasty Girl"-jével együtt.

## Számlista
| 1.    | She Spoke 2 Me                                      |                          | 4:19 |
| 2.    | Pink Cashmere (eredetileg: The Hits/The B-Sides)    |                          | 6:15 |
| 3.    | Count The Days                                      | The New Power Generation | 3:26 |
| 4.    | Girls & Boys (eredetileg: Parade)                   |                          | 5:31 |
| 5.    | The Screams of Passion                              | The Family               | 5:27 |
| 6.    | Nasty Girl                                          | Vanity 6                 | 5:14 |
| 7.    | Erotic City (eredetileg: "Let's Go Crazy" B-oldala) |                          | 3:55 |
| 8.    | Hot Thing (eredetileg: Sign o' the Times)           |                          | 5:41 |
| 9.    | Adore (eredetileg: Sign o' the Times)               |                          | 6:31 |
| 10.   | The Cross (eredetileg: Sign o' the Times)           |                          | 4:46 |
| 11.   | How Come U Don't Call Me Anymore?                   |                          | 3:55 |
| 12.   | Don't Talk 2 Strangers                              |                          | 3:11 |
| 13.   | Girl 6                                              | The New Power Generation | 4:04 |
| 59:58 |                                                     |                          |      |

## Slágerlisták
| Slágerlista (1996)                    | Legmagasabb pozíció |
| ------------------------------------- | ------------------- |
| Holland Albumok (Album Top 100)       | 83                  |
| US Billboard 200                      | 75                  |
| US Top R&B/Hip-Hop Albums (Billboard) | 15                  |